# Алкала де Енарес
Алкала де Енарес (на испански: Alcalá de Henares) е град в Испания, намиращ се в автономната област Мадрид. Населението на града е 194 310 души (по данни към 1 януари 2017 г.).
Градът е разположен в южната част на Месета Сентрал и през него минава река Енарес.

## История
На мястото на Алкала де Енарес се е намирал античният римски град Комплутум, който по времето на Октавиан Август, придобива голямо значение като транспортен и военен център. С население от над 10 000 жители, Комплутум е бил единствения римски град в района на Мадрид.
Маврите завладяват града през 8 век и той остава тяхно владение чак до 1118 когато по време на Реконкистата е освободен. Благоприятното му разположение, го прави честа резиденция на кастилските крале при пътуванията им на юг. Тук, в Casa de la Entrevista, се срещат за първи път през 1492 тогава никому неизвестния Христофор Колумб и Изабела Кастилска, за да обсъдят плановете на мореплавателя за пътуването му до Америка.
През 1499 е основан Университета на Алкала де Енарес, който през 16 и 17 век е един от най-големите научни и учебни средища в Европа. През 1836 университетът е преместен в Мадрид под името Universidad Complutense de Madrid.
Един от най-известните жители на града е Мигел де Сервантес, роден тук през 1547 г. Всяка година на 23 април, на годишнината от смъртта на писателя, в града се раздават годишните Награди Сервантес – най-авторитетното отличие за испаноезична литература в света.
По време на Гражданската война, градът е сериозно разрушен.

## Известни личности
Родени в Алкала де Енарес
- Мануел Асаня (1880 – 1940), политик
- Педро Сарменто де Гамбоа (1532 – 1592), мореплавател
- Катерина Арагонска (1485 – 1536), кралица на Англия
- Мигел де Сервантес (1547 – 1616), писател
- Фердинанд I (1503 – 1564), император на Свещената Римска империя

Починали в Алкала де Енарес
- Диего де Алкала (1400 – 1463), духовник
- Антонио де Небриха (1441 – 1522), учен
- Хуан I Кастилски (1358 – 1390), крал